# マスカットナイト
『マスカットナイト』は、テレビ東京系列ほかで2015年10月8日から2017年3月30日まで放送されていた深夜バラエティ番組。略称は「マスナイ」。

## 番組概要
2008年4月から2013年4月まで活動した「恵比寿マスカッツ」の第二世代である「恵比寿★マスカッツ」初の冠番組である。
『おねがい!マスカット』『おねだり!!マスカット』『ちょいとマスカット!』『おねだりマスカットDX!』『おねだりマスカットSP!』に続く「マスカット」シリーズの第6弾。
MCは当番組の前身である「マスカット」シリーズから引き続き、おぎやはぎと大久保佳代子が務める。
番組開始当初は初代のマスカットシリーズの時と同じく、オープニングで口上やタイトルコールをメンバーが発して番組がスタートしていたが、第23回の放送を最後に行われなくなっている（現在は画面にタイトルロゴが映し出され、ナレーションの富沢が「マスカットナイト」とコールして始まるシンプルな形を取っている）。
2015年12月からはBSスカパー!内でも放送されているが、その際は地上波で放送された内容に加え、BS版でしか見られないオリジナル企画も放送される事がある。
『マスカットナイト』としては2017年3月30日放送分で終了し、4月5日から『マスカットナイト・フィーバー!!!』と題して放送される。

## 出演者

### 番組MC
- おぎやはぎ（小木博明、矢作兼）
- 大久保佳代子（オアシズ）

インフォメーション担当（サブMC）
- 阿佐ヶ谷姉妹（渡辺江里子、木村美穂）

### 恵比寿★マスカッツ
| 名前         | 衣装の色 | キャッチフレーズ | 備考                                                                                         |
| ------------ | -------- | --- | -------------------------------------------------------------------------------------------- |
| 葵つかさ     | ネイビー | すごい自慢がある アソコがキレイ 可愛い顔してババンバン 実は浪速なんですわ なに笑ってんだよ ブリッ子大魔神 手 挙げてなかったのに 本日3回目 平田のババアのお気に入り 宇宙戦士 |                                                                                              |
| 明日花キララ | 赤       | セクシーメジャーリーガー 4代目リーダー 4代目ポンコツリーダー 史上最悪のポンコツリーダー 人間的にバカ                                                                        | 恵比寿★マスカッツ4代目リーダー                                                               |
| 石岡真衣     | ピンク   | 名古屋エロ味噌レディ 名古屋名物エロ味噌 名古屋セクシーコーチン 1年前よりバカになっている? 学力テスト23位                                                                    |                                                                                              |
| スーブー     | 赤       | 特技：ダンス 特技：キレキレのダンス とにかくブスで踊る レーキー? マスカッツイチの泥棒顔                                                                                     | 番組開始当初は「小野美公」表示                                                               |
| 神咲詩織     | 赤       | 特技：ダンス まだよく分かりません ピアノを弾ける娘 ピアノ名人 |                                                                                              |
| 川上奈々美   | ネイビー | とにかく真面目 真面目なんです となりの川上さん 副キャップ ミス しちゃほぉ〜 とにかく明日花に腹が立っている まさかのバカ疑惑 実はバカ疑惑?                                   | 副キャップ                                                                                   |
| 神崎紗衣     | 赤       | 年上にねだるのが得意 これから頑張ります よく見るとカッパ ドブガッパ 顔がバカ                                                                                                |                                                                                              |
| 古川いおり   | 赤       | 見た目が真面目 小木、セ○クスしよう 小木リップじゃんけん女王 黄チームキャプテン 東京エロストーリー ナイアガラレディ 漢字テスト成績No.1                                       |                                                                                              |
| 小島みなみ   | ピンク   | 特徴：声が… 1000のブリっ子を持つ女 悪魔のエンジェルボイス とにかくごめんなさい とにかくすぐ答えを書く                                                                       |                                                                                              |
| さくらゆら   | ピンク   | 見た目が子供 ツインてる子ちゃん 帰って来たツインてる子ちゃん | 2016年3月2日活動休止を発表 2017年2月2日付で復帰                                              |
| 白石茉莉奈   | 水色     | 人妻 ミセスどっこいしょ |                                                                                              |
| 辰巳シーナ   | 黄色     | 占いができる 占いが当たらない | 番組内では「当たらないらシーナ」を経て 「普通の人らシーナ」表示                              |
| 田森美咲     | 黄色     | タモサン タモリサン とんでもない女 汚部屋の住人 ゴミテラス ちょっと顔が… |                                                                                              |
| 辻本杏       | 水色     | 特技：…? 私に構わないで少女A 私に構わないで星人 歌には感情が乗る 世にも奇妙なボソボソガール                                                                                 |                                                                                              |
| ティア       | 黄色     | ミラクルガールRio越えなるか Rio越えを狙う 眠らないハーフフェロモン はしゃがないハーフ 細かすぎるハーフ                                                                      |                                                                                              |
| 夏目花実     | 黄色     | ミス透明感 放送できない女 どんぐり番長 |                                                                                              |
| 藤原亜紀乃   | ピンク   | ミュージカル大好き ミュージカル ラーメン店 店長代理 芝居がデカい 座敷童 手下 芝居がでかい                                                                                   | 番組内で「藤原組長」表示あり                                                                 |
| 松岡凛       | ネイビー | ガラスの10代 後ろ姿は美人 マスカッツイチいじられない女 オニヤンマ |                                                                                              |
| 三田羽衣     | ネイビー | 特技：歌 お嬢様 三田夫人 マスカッツイチのキレイ好き 意外とバカ | 番組内で「三田夫人」表示あり                                                                 |
| 湊莉久       | 水色     | 好きなバンド：KISS アイ ラブ KISS ミスガスマスク ガスマスクの女神 室井 滋? 室井 滋じゃないわよ 泣きながら吐く女                                                             |                                                                                              |
| 桃乃木かな   | ピンク   | 最年少の18歳 桃の木3年エロ8年 |                                                                                              |
| 由愛可奈     | 黄色     | 感情がすぐMAX 今一番 人として怖い人 喜怒哀楽の鬼 クレイジーチャップリン |                                                                                              |
| 吉澤友貴     | ネイビー | 特技：踊ること すぐ調子にのる人 すぐ踊っちゃう娘 ミス ゲス ゲス ゲス中のゲス                                                                                                | 番組内では「吉澤ゲッスー友貴」表示                                                           |
| 利麗         | ネイビー | モデル 中華料理店じゃないわよ 水素水素うるさい女 どうした?その髪型 |                                                                                              |
| 市川まさみ   | 赤       | 新メンバー 礼儀正しい元OL 気遣い野郎 | 第27回より出演                                                                               |
| 三上悠亜     | 水色     | 新メンバー 元国民的アイドル 寝室でニワトリを飼う女 コケコッコ三上 部屋にニワトリがいる女 口が開きっぱなし                                                                   | 第27回より出演 第73回以降名前のテロップ「バカ」、 キャッチフレーズ「三上悠亜」表示の場合あり |
| 羽咲みはる   | 黄色     | 恵比寿★マスカッツ3期生 新メンバー3期生 | 第60回より出演                                                                               |
| 長谷川るい   | 水色     | 恵比寿★マスカッツ3期生 | 第60回より出演                                                                               |
| 黒沢美怜     | 黄色     | バラエティー10年目 激辛好き 新メンバー3期生 白百合女子大学卒 | 第64回より出演                                                                               |

中途降板者
| 名前       | 衣装の色 | キャッチフレーズ                                                                   | 備考                                                                             |
| ---------- | -------- | ---------------------------------------------------------------------------------- | -------------------------------------------------------------------------------- |
| 沖田杏梨   | 赤       | 帰国子女                                                                           | 2016年2月4日付で恵比寿★マスカッツを卒業                                          |
| あやみ旬果 | 赤       | よくわからない                                                                     | 2016年3月17日付で恵比寿★マスカッツを卒業                                         |
| 上原亜衣   | 水色     | 初代恵比寿マスカッツの大ファン セクシー妖怪 セクシー バカ一代                      | 2016年4月27日付で恵比寿★マスカッツ卒業 （翌4月28日の第29回には出演）             |
| 星野ナミ   | 黄色     | 初代恵比寿マスカッツ好き 空回りレディ                                              | 2016年9月1日付で恵比寿★マスカッツ卒業                                            |
| 臼井愛佳   | 水色     | 路上からマスカッツへ 本能のままに歌う子 臼井姉妹の姉 臼井バカ姉妹の姉              | 臼井理佳は妹 2016年9月20日付で恵比寿★マスカッツ卒業                              |
| 臼井理佳   | ピンク   | おバカ姉妹の妹 臼井姉妹の妹                                                        | 臼井愛佳は姉 2016年10月21日付で恵比寿★マスカッツ脱退 ※既収録分には出演中         |
| 永瀬あや   | 黄色     | レースクイーン ナガセー 産休中                                                     | 2016年3月17日付で産休のため活動休止を発表 2016年11月3日付で恵比寿★マスカッツ卒業 |
| 彩乃なな   | 水色     | 特技：サックス すぐ嘘をつく女 ウソつきななちゃん 最近5kg太った 最近太った          | 2017年2月10日付で恵比寿★マスカッツ卒業                                           |
| 天使もえ   | ピンク   | 天使みたいな人? てんしなのか?あまつかなのか? ツアー大活躍 第2回甘えん坊大喜利 優勝 | 2017年2月2日付で恵比寿★マスカッツ卒業                                            |

### ゲスト
電：電話出演、V：VTR出演
- Bro.KORN（第1回、第14回・V）
- 堤下敦（インパルス）（第4回・電）
- 杉山裕之（我が家）（第4回・電）
- 安西義裕（ガッツエンターテイメントプロデューサー）（第4回・電、第12回・電）
- 大地洋輔（ダイノジ）（第4回・電）
- 初代恵比寿マスカッツ
  - 希志あいの、麻美ゆま、蒼井そら、初音みのり、瑠川リナ、山中絢子、児玉菜々子、川村えな、山口愛実、小倉遥、佐山愛、里美ゆりあ、篠原冴美、推川ゆうり、安城アンナ、沢辺りおん（ザコ）、希島あいり、みひろ（第5-6回）
  - かすみ果穂（第27-28回）
- 品川庄司
  - 品川祐（品川ヒロシ）（第7回、第12回・電、第31回・電、第53-54回）
  - 庄司智春（第31回、第53-54回）
- 品川一治（第7回）
- Love Me Do（第11回、第70回）
- とにかく明るい安村（第14回・V）
- 紀里谷和明（第32回）
- オラキオ（第34回[16]、第65回・V）
- 二階堂栄（栄ちゃん[17]）（第35回）
- 平田敦子（平田のババア）（第41-42回、第45回、第47-48回、第55回）
- 仮面女子
  - 桜雪、森カノン、立花あんな、桜のどか、川村虹花、坂本舞菜、水沢まい、楠木まゆ（第49回、第51回、第62回、第65回・V）
  - 神谷えりな（第49回、第62回、第65回・V）
  - 澤田リサ、黒瀬サラ、窪田美沙、月野もあ、百瀬ひとみ、小島夕佳、北村真姫（第65回・V）
- 早出明弘（第62回）
- 小川直也（第65回・V）

## 主なコーナー
ホームルーム
マスカッツの近況について話し合ったり、各コーナーでの結果や後日報告を行う。
「1000本ノック」シリーズ
「ウルトラソウル1000本ノック」（第3回）、「フォルティシモ1000本ノック」（第11回）、「め組のひと1000本ノック」（BSスカパー!版第5回）、「北斗の拳1000本ノック」（第17回）
小木と大久保が指導の下、深夜番組に必要な勢いや強さを身につける、または視聴者にショックを与えるためにマスカッツが楽曲に合わせて特訓を行う企画。不適当とされたメンバーは面白い免疫をあげるために「力水」を浴びせられる。小木・大久保は「ウルトラソウル-」登場時は普通の野球のユニフォーム姿だった（阿佐ヶ谷姉妹は通常の衣装）が、「フォルティシモ-」以降はその曲を歌うグループやキャラクターに因んだ格好をして登場していた。毎回コーナーの終盤には裏で見ていた矢作がスタジオに登場し、「こんなくだらない事をやるな」「（こんな企画）放送できる訳ないだろ」などとメンバーたちを叱るも、説教の最中に音楽を流されて結局自身も（嫌々ながら）乗せられてやってしまうという流れでコーナーが終わる。
真相究明 マスカッツ裁判
番組をより良くするためにメンバーたちにアンケートを実施し、そのアンケートに寄せられた苦情の疑惑を検証する企画。有罪となったメンバーには何らかの罰が与えられる。罪状は以下の通り。
- 第9回：スーブー 『私服が腹立つ罪』 - アリアナ・グランデを意識したスーブーの私服にメンバーやスタッフから非難が集中した。罰の内容は「私服禁止」と「収録中はあずき色のジャージを着ること」。
- 第11回：辰巳シーナ 『実は占いができない罪』 - 実際に辰巳はスタジオで占いをやってみせたものの、その様を証人として出演した占い師芸人・Love Me Doにことごとく全否定されてしまっていた。その結果占いは当たらないと判断され、芸名を「辰巳シーナ」から「当たらないらシーナ」へと改名させられた（その後占いが当たるようになれば「当たるらシーナ」に改名の可能性もあるとのこと）。
- 第12回：彩乃なな 『実はサックスが吹けない罪』 - 特技をサックスとしていた彩乃だったが、スタジオで実際にやらせてみせた所全く吹けず、完全に嘘であることが判明した。また「中学時代吹奏楽部だった」というエピソードや「パイレーツ・オブ・カリビアンを観たことがある」という事実も嘘であったため周囲を震撼させた。更に本人は「（嘘をついた理由は）オーディションに受かりたかったから」「（嘘がバレて）悔しいです」と語るなど完全に開き直った様子を見せ、おぎやはぎや大久保たちに「懲りてない」「こいつはまた絶対に嘘をつく」と言われ呆れられていた。罰の内容は「サックスで何か演奏出来るまであずき色のジャージ着用」。彩乃はこの回以降、「嘘つきキャラ」として定着し、番組内でしばしば嘘をつくようになった。更にこのキャラが発展して第36回には「クイズ ウソつきななちゃん」という企画まで放送された。
- 第17回：スーブー 『勝手にTOKYOセクシーナイトを自分のものにしすぎ罪』/『妖怪ヤシガニ疑惑罪』 - スーブーが自身のインスタグラムにノリノリで「TOKYOセクシーナイト」を歌う映像を投稿していることが発覚。これにメンバーたちから非難が集中した。罰は「1人で同曲を歌うの禁止」「今までアップした動画も全て削除」。更にその後、スーブーが口癖で語尾に「〜やし」と付けているのを聞いた矢作が「ヤシガニでなければ『やしやし』言うはずがない」と断定し「妖怪ヤシガニ疑惑罪」も浮上。「人間になれるまで本来のヤシガニの姿（ヤシガニの被り物を被らされ、額に「やし」とペンで書かれる）で収録に参加」という罰も課せられた。
- 第19回：スーブー 『自分で自分をまとめた疑惑罪』 - ネット上にて「スーブー まとめ」と検索すると、スーブーのNAVERまとめが1件だけ出てくるのだが、そのまとめがやたらスーブーを持ち上げた内容で尚且つ番組では言っていないことも掲載されていたため、「スーブー自身がまとめたのではないか?」という疑惑が浮上した。スーブーはこれを否定したが、後ろで見ていた彩乃が「携帯でまとめているスーブーを見た」と証言（この証言も結局は嘘であった）したため有罪が確定。スーブーは罰として当分の間自らの情報発信は禁止された。

ツッパイハイスクールロックンロール
何らかの理由で気合の入ってなかったメンバーに、ツッパリに扮したおぎやはぎ・大久保・阿佐ヶ谷がパイをぶつけるという企画。第15・16回では提出した番組アンケートに記入した答えが気に食わなかったメンバーにパイをぶつけていた（逆に素晴らしい回答をしたメンバーには優等生の証としてサングラスを贈呈していた）。また、あまりの企画の激しさに三田羽衣が驚いて号泣してしまうというハプニングが起きた。
第33回ではターゲットを辰巳シーナ1人に絞り、得意の占いで10人中6人当たったら（外せばその都度パイをぶつけられる）「当たらないらシーナ」から「当たるらシーナ」に改名できるという挑戦企画となった。結果は5勝5敗という形で終わってしまい、矢作から「1/2の確率じゃ大したことない。」「普通の人だよ。」などと言われ結果「普通の人らシーナ」という名前に改名された。
「クイズ○○」シリーズ
「クイズ 川上さんが感じるのぉ〜」（第18回）、「クイズ 川上さんがしちゃほぉ〜」（第32回）
マスカッツイチ特徴的な歌声を披露する川上が出題曲のある部分のみを歌い、それを解答者が何の曲を歌っているのか当てる企画。
「クイズ ウソつきななちゃん」（第36回）
マスカッツのウソつき彩乃ななの言う事が嘘か本当かを見破る企画。
今日の中継
心配なメンバーの家にスタッフが出向き、メンバーには内緒で家の中を中継するという企画。元々は第23回に放送された「緊急企画 田森の部屋は本当に汚いのか!?」で映し出された田森の家の中が想像以上に汚く、その反響の大きさから出来た企画であった。第43回にて、矢作から「視聴者から大人気の企画」であると公言されている。
これまでターゲットにされたメンバーは田森（第23回、実質上の企画1回目）、彩乃（第26回）、桃乃木（第31回）、三田（第43回）、三上（第44回）、スーブー（第50回）、夏目（56回）、葵（59回）。
キララとタメ口鬼ごっこ
4代目リーダー・明日花キララに対して、メンバーたち（2回目からは大久保も合流）が日頃の不満をタメ口で物申すという企画。見届け人は阿佐ヶ谷姉妹。言われた不満に明日花が怒らなければセーフだが、怒りが頂点に達した場合は明日花がボタンを押して鬼ごっこがスタートとなる。捕まったメンバーは頭にストッキングを被せられて明日花の奴隷となる。基本的に捕まえに行くのは明日花だが、明日花の命令で阿佐ヶ谷姉妹やスタジオにいるスタッフが捕まえに行くこともある。また明日花自身が奴隷になる事もある。
どんぐり番長
夏目主演のコント。題名は夏目が被っているどんぐりみたいな帽子に由来する。内容は後輩の前では偉そうにしたり、リーダーの明日花や副キャップ・川上の悪口を言うなど強がる夏目だが、本人たちを目の前にすると委縮し、挙句の果てに悪口を言っていたのを怒られてしまうという人間模様を描くコントである。第29回では「後輩の悩みを解決する」、第42回では「ニューヨークへ行く」、第59回では「カープファンを気取る」というコンセプトで話が進んだ。
甘えん坊大喜利
司会のおぎりん（小木）が出すお題に甘えた答えを返す大喜利企画。おぎりんが良い甘え方をしたと判定すれば座布団獲得となる。尚、おぎりんが甘え方の判定を迷った時に代わりに判定する要員として、1回目におぎりんの友人の栄ちゃん、2回目に山根のクソババア、3回目に阿佐ヶ谷姉妹の木村美穂が参加した。
第1回優勝者は三田、第2回・第3回優勝者は天使。
マネーのババア
かつて日本テレビ系列で放送されていた人気番組「マネーの虎」のパロディコーナーである。基本的な流れは「マネーの虎」と一緒であり、各界を代表する3組のババアたち（平田・大久保・阿佐ヶ谷）がどうしてもお金が必要なメンバーの言い分や要求に納得した場合のみ所持金を投資する。しかし、メンバーがお金を欲しい理由の大概がただの自己満足や理不尽な要求であったりするため、ババアたちがそれにキレて不成立となる事が多い。ただしメンバーが謙虚な姿勢を見せたり、ババアたちがメンバーの言い分に共感を得た場合は簡単に投資している場面も見られる。司会のおぎやはぎは所謂「吉田栄作」的なポジションで、最初に志願者と必ず2人して握手を交わして迎え入れる。なお、成立の際は「ババア成立です」、不成立の際は「ノーババアでフィニッシュです」と画面に表示される。

## 放送リスト
※ 放送日はテレビ東京での放送日を指す。

## スタッフ
- 演出・プロデューサー：マッコイ斎藤（第1-20回は「総合演出」、第21-24回は「監督・プロデューサー」）
- 構成：鈴木工務店、佐藤俊明、オークラ（第26回-）
- ナレーター：富沢美智恵
- カメラ：秋山勇人（日本一エロいカメラマン）、小出豊、遠藤俊洋、清水利彦
- 音声：森田篤、加瀬悦史
- VE：高木稔、石井利幸
- 照明：前田貢伺
- 美術プロデューサー：楫野淳司
- 美術デザイン：今長和宏
- 美術進行：内山高太郎
- 大道具：中本晃幸
- アクリル装飾：松本健
- 衣装：藤井エヴィ、上野真穂、野田奈菜子
- サウンドプロデュース：Face 2 fAKE（第1-4回は「音楽提供」）
- A&R：かわいしげる（第1-25回は「音楽プロデューサー」）
- 振付け：振付稼業air:man
- メイク：本田弓子、一山あい子
- 編集：増田直人
- MA：坪井翔太
- 音効：石見知哉
- CG：アイヴリックスタジオ
- 宣伝：鈴木真志
  - 吉野祐治（第1-25回）
- デスク：武田敦子
- ユニットマネージャー（第26回より表示）：山根愛美（山根のクソババア）、高橋慎吾
- 制作スタッフ：大村岳大、野澤時央、櫻井悠貴、眞田貴啓
- ディレクター：白岩大輔、宮田綾子（アゴ姐）
- AP：白坂亮介
- 企画協力：井沼宏統
- プロデューサー：鈴木寿裕、内海ラービラー（第45回-）
- 協力：ニユーテレス、プログレッソ、THE TUBE、コスモ・スペース MIRA-ST（第31回-）
  - studio ALTA（第1-30回）
- 制作協力：SHO-GUN
- 製作著作：EBlSU☆MUSCATS PROJECT

## 放送局・配信サイト
放送局
| 放送対象地域 | 放送局                      | 系列           | 放送曜日・時間 | 放送開始日     | 備考 |
| ------------ | --------------------------- | -------------- | --- | -------------- | --- |
| 関東広域圏   | テレビ東京                  | テレビ東京系列 | 木曜 2:35 - 3:05（水曜深夜）                                                                                           | 2015年10月8日  | 番組配信局 |
| 大阪府       | テレビ大阪                  | テレビ東京系列 | 木曜 2:35 - 3:05（水曜深夜）                                                                                           | 2015年10月8日  | 同時ネット |
| 北海道       | テレビ北海道                | テレビ東京系列 | 月曜 1:35 - 2:05（日曜深夜）                                                                                           | 2015年10月19日 | 遅れネット |
| 福島県       | テレビユー福島              | TBS系列        | 水曜 0:58 - 1:28（火曜深夜）                                                                                           | 2015年10月21日 | 遅れネット |
| 鹿児島県     | 鹿児島テレビ                | フジテレビ系列 | 金曜 2:50 - 3:20（木曜深夜）                                                                                           | 2015年10月23日 | 遅れネット |
| 長崎県       | 長崎放送                    | TBS系列        | 水曜 1:25 - 1:55（火曜深夜）                                                                                           | 2015年12月2日  | 遅れネット |
| 石川県       | 北陸放送                    | TBS系列        | 金曜 1:30 - 2:00（木曜深夜）                                                                                           | 2016年1月15日  | 遅れネット |
| 大分県       | 大分放送                    | TBS系列        | 木曜 1:25 - 1:55（水曜深夜）                                                                                           | 2016年3月31日  | 遅れネット |
| 静岡県       | 静岡放送                    | TBS系列        | 日曜 1:53 - 2:23（土曜深夜）                                                                                           | 2016年4月10日  | 遅れネット |
| 広島県       | 中国放送                    | TBS系列        | 火曜 0:55 - 1:25（月曜深夜）                                                                                           | 2016年4月19日  | 遅れネット |
| 滋賀県       | びわ湖放送                  | 独立局         | 金曜 1:15 - 1:45（木曜深夜）                                                                                           | 2016年10月7日  | 遅れネット |
| 全国         | V☆パラダイス （CS放送など） |                | 水曜 22:30 - 23:00 | 2015年11月4日  | 遅れネット |
| 全国         | BSスカパー! （BS放送など）  |                | 10月19日 22:00 - 23:00（第1回） 隔週木曜 22:00 - 23:00（2015年12月 - 2016年3月） 隔週金曜 22:00 - 23:00（2016年4月 -） | 2015年12月10日 | 「マスカットナイト〜BSスカパー!もマスカットナイト〜」 として未公開、蔵出し映像を加えた拡大版として放送。 10月の特別番組（第1回）放送後、好評につきレギュラー化。 翌週は再放送。 |

放送終了局
| 放送対象地域 | 放送局     | 系列           | 放送曜日・時間（終了時）     | 放送開始日     | 放送終了日    | 備考 |
| ------------ | ---------- | -------------- | ---------------------------- | -------------- | ------------- | ---- |
| 岐阜県       | 岐阜放送   | 独立局         | 金曜 2:45 - 3:15（木曜深夜） | 2015年12月4日  | 2016年7月29日 |      |
| 佐賀県       | サガテレビ | フジテレビ系列 | 土曜 1:55 - 2:25（金曜深夜） | 2015年12月26日 |               |      |

配信サイト
| 配信サイト | 配信開始日     | 備考                                                                            |
| ---------- | -------------- | ------------------------------------------------------------------------------- |
| DMM.com    | 2015年10月16日 | 番組見逃し配信を実施（無料）。 権利上の都合により消音処理されている場合がある。 |